# WinAce
A WinAce egy archiváló program a Windows operációs rendszerek számára, amelynek saját "ACE" tömörített archiválási formátuma igen jó tömörítési hatásfokkal büszkélkedhetett a maga idejében. Az első kiadás 1999 júliusának vége felé jelent meg, hogy versenybe szálljon a másik két tömörítő programmal, a WinZip és WinRAR párossal. A kétezres évek elején e három archiváló program uralta a piac nagy részét. A WinAce egyik előnye az előző kettővel szemben, hogy a Zip és saját ACE formátuma mellett képes volt CAB fájlokat is készíteni. A WinAce zárt forráskódú kipróbálható program az e-merge GmbH által szabott licenccel, 30 napos próbaidővel.
Emellett egy ingyenes (de nem szabad szoftvernek minősülő) parancssoros kicsomagolót is biztosított a készítő Unace néven macOS és Linux számára.
A 2.65-es verziótól kezdődően a WinAce-t a WhenU SaveNow adware reklámprogrammal együtt csomagolták. Ezt a csomagot végül a 2.69-es verzióból eltávolították, és a TrialPayen keresztül egy opt-in szponzori szerződéssel váltották fel. E kiadás lett végül a program utolsó verziója. Nem tudott igazán beavatkozni a két nagyobb rivális harcába. A vele közel egy időben megjelenő teljesen szabad és ingyenes 7-Zip, majd a telepítőjéhez kapcsolt reklámprogram sem segítette elterjedését. Hiába volt egyébként egy elég jó kezdeményezés. A program fájlböngészője képes volt több fájlformátum előnézetét is megjeleníteni. 2007 végén végleg leállt a fejlesztése.

## Jellemzők
- ACE, ZIP, LHA, CAB, JAVA JAR, GZip, TAR, GZippedTar archívumok készítése
- ACE, ARJ, BZIP2, CAB, GZ, ISO, JAR, LHA, RAR, TAR, ZOO, ARC, ZIP archívumok kibontása
- ACE, ZIP, CAB állományok esetén lehetőség van többkötetes archívumok létrehozására
- Önkicsomagoló archívumok készítése
- CRC32 fájl ellenőrző összeg
- Helyreállítási funkció: ACE és ZIP archívumok esetén
- ANSI, ASCII és HTML típusú megjegyzés fájlok ACE és ZIP archívumoknál
- Belső megjelenítő grafikai fájlokhoz, Excel, Word dokumentumokhoz, HTML lapokhoz és ASCII fájlokhoz

## Kiegészítők
- MultiACE Plugin (Egy mappa összes almappáját különálló ACE archívumokká alakítja)
- xSelect Plugin (Különféle szempontok alapján biztonsági mentéseket definiálhatunk, de csak a regisztrált WinAce esetén)
- Külön programként Sfx-Factory néven elérhető volt egy összetettebb telepítőkészítő alkalmazás, ami szintén a WinAce technológiáján alapul

## Licenc
A szoftvert teljes funkcionalitású formában kerül terjesztésre, és 30 napig használható díjmentesen.